# Крохино (Грязовецкий район)
Крохино — упразднённая деревня в Грязовецком районе Вологодской области России.
В рамках организации местного самоуправления входила в Ростиловское муниципальное образование, в рамках административно-территориального устройства — в Ростиловский сельсовет.
Расстояние по автодороге до районного центра Грязовца — 12,5 км, до центра муниципального образования Ростилово — 5,5 км. Ближайшие населённые пункты — Рождество, Большое Косиково, Филино.
По данным переписи в 2002 году постоянного населения не было.